# Lara Debbana
Lara Debbane (sinh ngày 28 tháng 11 năm 1994) là một người mẫu thời trang và người đẹp của Ai Cập đã được trao vương miện Hoa hậu Ai Cập 2014 và đại diện cho đất nước của cô tham gia cuộc thi Hoa hậu Hoàn vũ 2014. Ngoài cuộc thi trên, cô cũng là thí sinh đại diện cho Ai Cập tham gia cuộc thi Hoa hậu Thế giới 2015 ở Trung Quốc, nhưng sau đó rút lui vì cô bị từ chối nhập cảnh vào Trung Quốc.

## Các cuộc thi nhan sắc

### Hoa hậu Ai Cập 2014
Debanne được trao vương miện Hoa hậu Ai Cập 2014 sau khi cuộc thi được dừng lại sau sự kiện của cuộc cách mạng ngày 25 tháng 1, và là thành phố đăng quang Sharm el-Sheikh ở Ai Cập, với sự hiện diện của các vị VIP từ Ai Cập và quốc tế và Bộ trưởng Du lịch Ai Cập. Cô là cháu gái của Hoa hậu Ai Cập 1987 Hoda Aboud.
Tổ chức Hoa hậu Ai Cập vào năm 2014 lần đầu tiên mời các thí sinh các cuộc thi sắc đẹp nổi tiếng trở thành giám khảo. Họ là Hoa hậu Hoàn vũ 2009, Stefania Fernandez, Hoa hậu Trái Đất 2012, Tereza Fajksová, Hoa hậu Trái Đất 2013, Alyz Henrich và Hoa hậu Liên Lục địa 2013, Ekaterina Plekhova. Cuối cùng, người dẫn chương trình đặc biệt với cựu Hoa hậu Ai Cập 2009, Elham Wagdy và khách mời đặc biệt từ Ai Cập, cựu Hoa hậu Ai Cập 2004 và 2005, Heba El-Sisy và Meriam George và từ Tunisia, Wahiba Arres - Hoa hậu Tunisia 2014.

### Hoa hậu Hoàn vũ 2014
Debanne tham gia thi đấu tại cuộc thi Hoa hậu Hoàn vũ 2014 nhưng ra về và không được xếp hạng.

### Hoa hậu Thế giới 2015
Debanne được cho là sẽ thi đấu tại cuộc thi Hoa hậu Thế giới 2015 ở Trung Quốc nhưng đã rút lui do vấn đề về visa.